# Hipponix climax
Hipponix climax là động vật thân mềm chân bụng sống ở biển trong họ Hipponicidae.